# Os Irmãos Karamabloch
Os Irmãos Karamabloch é um livro de Arnaldo Bloch, lançado em 2008 pela Companhia das Letras, que retrata a ascensão e queda dos negócios da família Bloch no Brasil, fundadores da Revista Manchete e da Rede Manchete, dentre outros veículos de comunicação. O título se refere aos irmãos Bóris, Arnaldo (avô do autor) e Adolpho (a figura central da família), que foram apelidados de de Os Irmãos Karamabloch pelo jornalista e escritor Otto Lara Rezende, em alusão à obra de Fiódor Dostoiévski sobre uma família recheada de conflitos, Os Irmãos Karamazov. A obra alcançou repercussão nacional em termos de público e crítica.